# Vallée de Salazar
Pour les articles homonymes, voir Salazar.
La vallée de Salazar (Valle de Salazar en castillan, Zaraitzuko Ibarra en basque) est une vallée pyrénéenne, située dans le nord-est de la Navarre, en Espagne.
Cette vallée constitue par ailleurs une unibertsitate ou universidad, la Junta del Valle de Salazar, entité administrative historique, composée de sept communes (nom basque entre parenthèses) : Esparza de Salazar (Ezparza-Zaraitzu), Ezcároz (Eskaroze), Gallués (Galoze), Güesa (Gorza), Izalzu (Itzaltzu), Jaurrieta, Ochagavía (Otsagabia), Oronz (Orontze), Sarriés (Sartze).

## Étymologie
Le nom de la vallée provient d'un bois de saule, Zaraitzu (du basque sahats, saule), qui a également donné son nom au principal cours d'eau de la région : le Salazar / Zaraitzu.
Les habitants sont appelés les salacencos en espagnol, et zaratzuar en basque.

## Géographie

### Situation

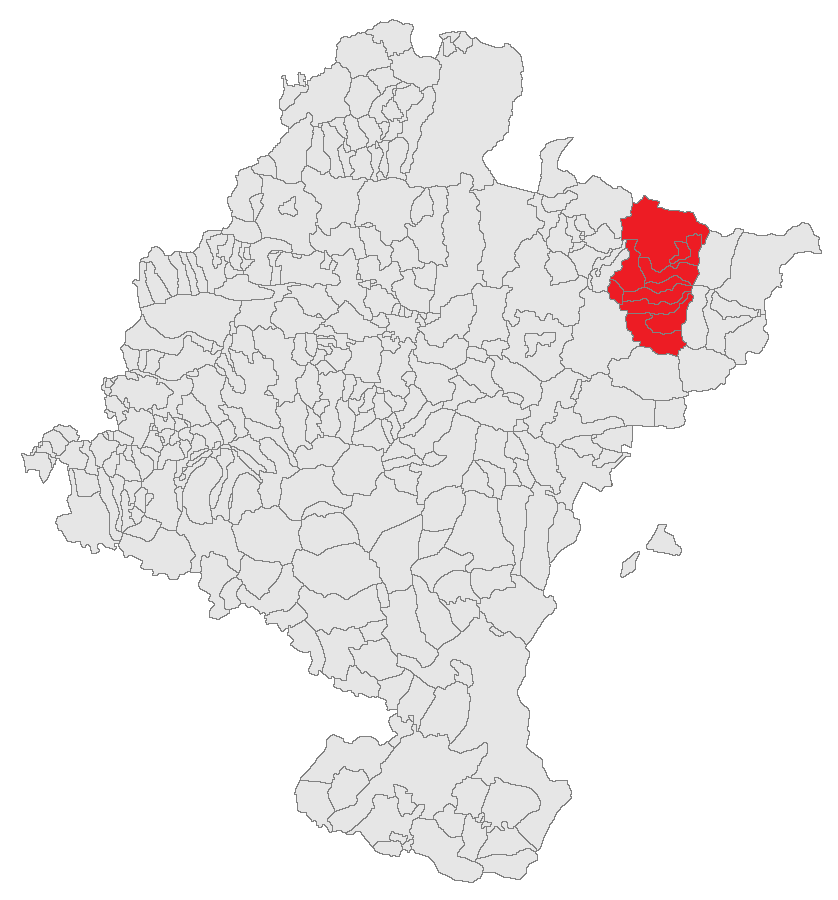
Situation de la vallée de Salazar en Navarre.

La vallée est orientée nord-sud, et est bordée par :
- la France (département des Pyrénées-Atlantiques (province de Soule)) au nord
- la vallée de Roncal à l'est
- la vallée d'Aezkoa à l'ouest
- l'Almiradío de Navascués au sud

Elle s'étend sur 32 642 hectares, principalement occupée par les espaces boisés. Son relief est caractérisé par une altitude moyenne assez élevée, tendant à augmenter du sud vers le nord.

### Orographie
La vallée de Salazar constitue l'une des premières vallées pyrénéennes occidentales. À partir d'ici, les Pyrénées se présentent comme un massif de type alpin, plus accidenté, et ponctué de sommets dépassant les 1 000 mètres.
Les sommets les plus élevés de la vallée sont :
- le Migoleta (1 406 m), à Sarriés,
- le Remendia (1 403 m), à Jaurrieta,
- le Brakola (1 366 m), à Igal,
- le Monterria (1 240 m), à Oronz,
- l'Olotoki (1 223 m), à Izal.

Par ailleurs, plusieurs montagnes dont le pic s'élève en Soule, côté français, possèdent un versant sur la vallée : les pics d'Orhy (2 017 m), d'Orittipia (1 923 m), de Zazpigaina (1 765 m), d'Alupeña (1 735 m), de Gaztarria (1 735 m), d'Orbizkaia (1 656 m), et le pic de Lizardoia (1 199 m).

### Hydrographie
Le régime de précipitations de cette zone montagnarde est particulièrement abondant, notamment dans la partie septentrionale de la vallée. L'accumulation d'eau de pluie favorise la présence de nombreux cours d'eau, gonflés au printemps par la fonte des neiges. Les plus importants d'entre eux sont :
- le Salazar, né de la confluence, après Ochagavía, des rivières Anduña et Zatoia. Le Salazar parcourt toute la vallée du nord au sud, et reçoit les eaux de plusieurs affluents, le Zaldaña et le Jabrós.
- l'Iraty : cette rivière naît dans le nord de la vallée de Salazar, à la confluence des rivières Urtxuria et Urbeltza (cette rivière descend de Soule, en France, où elle appelée Nive d'Iraty). L'Iraty s'échappe vers l'ouest, puis contourne la vallée par l'ouest (par la vallée d'Aezkoa, qu'elle traverse du nord au sud) et le sud. Il reçoit les eaux de nombreux affluents, dont celles du Salazar à Lumbier. Il finit par se jeter dans l'Aragon au nord de Sangüesa.

## Démographie
Tout comme l'ensemble des vallées pyrénéennes navarraises, la Vallée de Salazar ne parvient pas à tirer profit du développement des activités touristiques pour maintenir sur place une population stable. Le déclin de l'agriculture locale, l'enclavement et l'isolement de la vallée, ainsi que la forte attractivité - pour les jeunes notamment - des zones navarraises (voire basques ou aragonaises) à fort potentiel économique, comme la Ribera ou la Cuenca de Pampelune, sont autant de facteurs ayant accru le phénomène d'exode rural et de dépeuplement de la zone.
| Ville     | 1975 | 1981 | 1986 | 1991 | 1996 | 2001 | 2005 |
| --------- | ---- | ---- | ---- | ---- | ---- | ---- | ---- |
| Esparza   | 199  | 160  | 159  | 136  | 122  | 103  | 100  |
| Ezcároz   | 466  | 431  | 400  | 365  | 364  | 358  | 363  |
| Gallués   | 149  | 135  | 142  | 133  | 124  | 121  | 118  |
| Güesa     | 122  | 113  | 106  | 90   | 79   | 72   | 65   |
| Izalzu    | 84   | 54   | 52   | 49   | 49   | 45   | 46   |
| Jaurrieta | 415  | 391  | 359  | 321  | 268  | 238  | 225  |
| Ochagavía | 826  | 777  | 721  | 676  | 701  | 666  | 651  |
| Oronz     | 66   | 70   | 70   | 57   | 53   | 56   | 55   |
| Sarriés   | 121  | 112  | 106  | 111  | 84   | 79   | 81   |
| TOTAL     | 2448 | 2243 | 2115 | 1938 | 1844 | 1738 | 1704 |

On remarquera qu'après une chute de 20 % entre 1975 et 1991, la baisse s'est limitée à 12 % dans le même laps de temps depuis 1991. Il semblerait même que la population tende à se stabiliser ces cinq dernières années. Malgré tout, la moyenne d'âge (50 ans) reste élevée et ne laisse pas présager un rajeunissement de la population prompt à assurer un renouvellement des générations, et donc de la population, la part des plus de 59 ans s'élevant tout de même à 37,87 %.